# Froggatt (Derbyshire)
Froggatt est une paroisse civile et un village du Derbyshire, en Angleterre.